# Vahine no te vi
Vahine no te vi est un tableau réalisé par le peintre français Paul Gauguin en 1892. Cette huile sur toile est le portrait d'une femme tahitienne en robe mission tenant une mangue devant un fond jaune. Elle est conservée au musée d'Art de Baltimore, à Baltimore, dans le Maryland, aux États-Unis.